# Comocladia velutina
Comocladia velutina är en sumakväxtart som beskrevs av Nathaniel Lord Britton. Comocladia velutina ingår i släktet Comocladia och familjen sumakväxter. Inga underarter finns listade i Catalogue of Life.